# Greatest Hits (album de Bruce Springsteen)
Pour les articles homonymes, voir Greatest Hits.
Albums de Bruce Springsteen
In Concert/MTV Plugged
(1993) The Ghost of Tom Joad
(1995)
Greatest Hits est une compilation des plus grands succès de Bruce Springsteen entre 1975 et 1995. Il contient également 4 chansons inédites.

## Liste des pistes
1. Born to Run
2. Thunder Road
3. Badlands
4. The River
5. Hungry Heart
6. Atlantic City
7. Dancing in the Dark
8. Born in the U.S.A.
9. My Hometown
10. Glory Days
11. Brilliant Disguise
12. Human Touch
13. Better Days
14. Streets of Philadelphia
15. Secret Garden
16. Murder Incorporated
17. Blood Brothers
18. This Hard Land

## Classements et certifications
| Classement (1995)                     | Meilleure place |
| ------------------------------------- | --------------- |
| Allemagne (Media Control AG)          | 1               |
| Australie (ARIA)                      | 1               |
| Belgique (Flandre Ultratop)           | 1               |
| Belgique (Wallonie Ultratop)          | 2               |
| Canada (Canadian Albums)              | 1               |
| Danemark (Nielsen Marketing Research) | 2               |
| Europe (Music & Media)                | 1               |
| Espagne (AFYVE)                       | 1               |
| États-Unis (Billboard 200)            | 1               |
| Finlande (Seura)                      | 1               |
| France (SNEP) Compilations            | 1               |
| Hongrie (Hungarian Albums Chart)      | 7               |
| Irlande (IFPI)                        | 1               |
| Italie (FIMI)                         | 1               |
| Norvège (VG-lista)                    | 1               |
| Nouvelle-Zélande (RIANZ)              | 1               |
| Pays-Bas (Mega Album Top 100)         | 1               |
| Portugal (AFP)                        | 2               |
| Royaume-Uni (UK Albums Chart)         | 1               |
| Suède (Sverigetopplistan)             | 1               |
| Suisse (Schweizer Hitparade)          | 1               |

| Classement (2007)    | Meilleure place |
| -------------------- | --------------- |
| Espagne (Promusicae) | 27              |

| Classement (2011)                  | Meilleure place |
| ---------------------------------- | --------------- |
| Finlande (Suomen virallinen lista) | 25              |

| Classement (2016-17) | Meilleure place |
| -------------------- | --------------- |
| France (SNEP)        | 147             |
| Portugal (AFP)       | 32              |

| Région                                                                                                 | Certification | Ventes/Streams |
| --- | ------------- | -------------- |
| États-Unis (RIAA)                                                                                      | 4 × Platine   | 4 000 000^     |
| France (SNEP)                                                                                          | Platine       | 300 000*       |
| Australie (ARIA)                                                                                       | 9 × Platine   | 630 000^       |
| Autriche (IFPI)                                                                                        | 2 × Platine   | 100 000x       |
| Belgique (BEA)                                                                                         | Platine       | 50 000*        |
| Canada (Music Canada)                                                                                  | 4 × Platine   | 400 000^       |
| Danemark (IFPI)                                                                                        | 5 × Platine   | 100 000^       |
| Finlande (IFPI)                                                                                        | Platine       | 76 419         |
| *Ventes selon la certification ^Mise en rayon selon la certification xNon précisé par la certification |               |                |